# Riccardia georgiensis
Riccardia georgiensis là một loài rêu trong họ Aneuraceae. Loài này được Stephani Hässel de Menéndez mô tả khoa học đầu tiên năm 1972.